# The Postal Service
The Postal Service este o formație americană de indie pop, electropop și electronică.

## Membrii formației
Membrii formației sunt: Ben Gibbard și Jimmy Tamborello.

## Discografie
- Give Up (2003)